# تشن شياولي
تشن شياولي (بالصينية: 陈晓丽) (من مواليد 20 فبراير 1982) هي لاعبة كرة السلة من الصين.
شاركت في دورة الألعاب الآسيوية 2006 في الدوحة، قطر.

## روابط خارجية
- تشن شياولي على موقع الاتحاد الدولي لكرة السلة (الإنجليزية)
- تشن شياولي على موقع كرة السلة الأوروبية.كوم (الإنجليزية)
- تشن شياولي على موقع سبورتس رفرنس (الإنجليزية)
- تشن شياولي على موقع أوليمبيديا (الإنجليزية)